# Luzaki i kujony
Luzaki i kujony (ang. Freaks and Geeks, 1999–2000) – amerykański serial komediowy dla młodzieży, stworzony przez Paula Feiga. Wyprodukowany przez Apatow Productions i DreamWorks Television.
Światowa premiera serialu miała miejsce 25 września 1999 roku na antenie NBC. Ostatni odcinek serialu został wyemitowany 8 lipca 2000 roku.

## Opis fabuły
Serial skupia się na dwóch ekipach nastolatków przeżywających szkolne przygody, które mają miejsce w latach 80. XX wieku.

## Obsada
- Linda Cardellini jako Lindsay Weir
- John Francis Daley jako Sam Weir
- Joe Flaherty jako Harold Weir
- Becky Ann Baker jako Jean Weir
- Samm Levine jako Neal Schweiber
- Martin Starr jako Bill Haverchuck
- James Franco jako Daniel Desario
- Busy Philipps jako Kim Kelly
- Jason Segel jako Nick Andopolis
- Seth Rogen jako Ken Miller
- Sarah Hagan jako Millie Kentner
- Jerry Messing jako Gordon Crisp
- Stephen Lea Sheppard jako Harris Trinsky
- Natasha Melnick jako Cindy Sanders
- Dave „Gruber” Allen jako pan Rosso
- Steve Bannos jako pan Kowchevski
- Trace Beaulieu jako pan Lacovara
- Steve Higgins jako pan Fleck
- Tom Wilson jako trener Fredricks

## Spis odcinków
| N/o            | Tytuł angielski            |
| -------------- | -------------------------- |
|                |                            |
| Seria pierwsza |                            |
|                |                            |
| 01             | Pilot                      |
|                |                            |
| 02             | Beers and Weirs            |
|                |                            |
| 03             | Tricks and Treats          |
|                |                            |
| 04             | Kim Kelly Is My Friend     |
|                |                            |
| 05             | Tests and Breasts          |
|                |                            |
| 06             | I'm with the Band          |
|                |                            |
| 07             | Carded and Discarded       |
|                |                            |
| 08             | Girlfriends and Boyfriends |
|                |                            |
| 09             | We've Got Spirit           |
|                |                            |
| 10             | The Diary                  |
|                |                            |
| 11             | Looks and Books            |
|                |                            |
| 12             | The Garage Door            |
|                |                            |
| 13             | Chokin' and Tokin          |
|                |                            |
| 14             | Dead Dogs and Gym Teachers |
|                |                            |
| 15             | Noshing and Moshing        |
|                |                            |
| 16             | Smooching and Mooching     |
|                |                            |
| 17             | The Little Things          |
|                |                            |
| 18             | Discos and Dragons         |
|                |                            |